# هاینریش بلوشر
هاینریش بلوشر (انگلیسی: Heinrich Blücher; زاده ۲۹ ژانویهٔ ۱۸۹۹ – درگذشته ۳۰ اکتبر ۱۹۷۰) شاعر، فیلسوف، و استاد دانشگاه اهل آلمان بود. او دومین شوهر هانا آرنت بود.

## زندگی‌نامه
بلوشر در برلین متولد شد او تا ۱۹۲۸ عضو حزب کمونیست آلمان بود، اما بزودی علیه استالینیسم موضعگیری کرد و حزب را در اعتراض به سیاست‌های استالینیستی ترک کرد. سپس عضو یک گروه کوچک علیه استالینیسم به نام اپوزیسیون حزب کمونیست شد.
بلوشر، بعنوان یک کمونیست (البته ضد استالینست) و استاد دانشگاه، با ظهور نازیسم هیتلری، مجبور به فرار از آلمان شد. او با هانا آرنت در فرانسه ازدواج کرد و در سال ۱۹۴۱ به نیویورک رفت.
هاینریش بلوشر در سال ۱۹۵۲ در رشته فلسفه در کالج بارد شروع به تدریس کرد. هفده سال در این کالج تدریس نمود و همچنین در مدرسه جدیدی به تحقیقات اجتماعی پرداخت. بلوشر در نیویورک چشم از جهان فروبست و همسرش هانا آرنت پس از فوت در کالج گارد بارد در کنار هاینریش به خاک سپرده شد.

## نظرگاه
بلوشر همسرش رابه مجادله با مارکسیسم و تئوریهای سیاسی آن تشویق نمود، اگرچه در نهایت هانا هیچگاه نسبت به فلسفه کارل مارکس ارتدکس نشد، همانگونه که در آثار دیگر هانا آرنت مانند «ریشه‌های توتالیتاریسم» (۱۹۵۱) و «وضعیت انسان» (۱۹۵۸) نشان داده شد. بلوشر همچنین اصطلاح «اصل ضد سیاسی» را برای توصیف تخریب توتالیتاریسم از یک فضای مقاومت به کار برد - اصطلاحی که توسط هانا آرنت و کارل یاسپرس به کار گرفته شد